# حي جدر (صنعاء)
حي جدر هو أحد أحياء منطقة الروضة شمال العاصمة اليمنية صنعاء، بلغ تعداد سكانه 6853 نسمة حسب التعداد السكاني في اليمن لعام 2004.

## حارات الحي
| الحارة/المحلة      | عدد المساكن | عدد الأسر | الذكور | الأناث | الإجمالي |
| ------------------ | ----------- | --------- | ------ | ------ | -------- |
| حارة جدر العمري    | 112         | 112       | 435    | 409    | 844      |
| حارة جدر العليا    | 68          | 61        | 241    | 250    | 491      |
| حارة جدر السفلى    | 200         | 198       | 985    | 984    | 1969     |
| حارة جدر الصوافي   | 110         | 100       | 360    | 358    | 718      |
| حارة جدر وادي أحمد | 41          | 38        | 187    | 177    | 364      |
| حارة الكولة        | 172         | 135       | 553    | 438    | 991      |
| حارة ذهبان         | 232         | 202       | 796    | 680    | 1476     |